# L'Hypothèse Ulysse
L'Hypothèse Ulysse est un album de bande dessinée dessiné par Luc Brahy sur un scénario d'Éric Corbeyran et Achille Braquelaire. Il sort chez Dargaud en 2004. Cet album est le 4e tome de la série Imago Mundi.

## Résumé
L'équipe d'Imago Mundi enquête à la fois sur la reconstitution des lieux afin de chercher plus de précisions sur les stèles trouvées et sur la jeune femme déguisée en viking qui semble avoir perdu la raison.
Après une enquête auprès de son père, il s'avère que la jeune femme a perdu son fils décédé d'une méningite suspecte. Ce décès est dû à l'ingestion du lait des vaches qui paissaient dans un champ à proximité d'une forêt transgénique.
Cette forêt a été plantée par l'entreprise Lindblad AB. Son patron, Mr Lindblad, exploitant forestier, voulait développer son exploitation par le biais d'arbres génétiquement modifiés. Mais les conséquences qui ont entraînées le décès de 6 personnes dans la région, on rapidement fait paniquer Lindblad qui a voulu noyer toute preuve en faisant construire un barrage dans la vallée.